# Persécution du Falun Gong
Pour un article plus général, voir Falun Gong.
La persécution du Falun Gong se réfère à la campagne lancée depuis juillet 1999 par le Parti communiste chinois contre les pratiquants de Falun Gong, visant à éliminer cette pratique dans la République populaire de Chine. Selon Amnesty International, elle comprend une campagne de propagande à très grande échelle un programme de conversion idéologique et rééducation forcées, ainsi que toute une variété de mesures coercitives extrajudiciaires telles que des arrestations arbitraires, le travail forcé, la torture, entraînant parfois la mort des victimes,, le prélèvement forcé d'organes.
De 1992 à 1999, alors que l'État soutenait le Falun Gong, ce dernier enregistrait une progression fulgurante en Chine. Le 20 juillet 1999, le Parti communiste a lancé une campagne pour « éradiquer » le Falun Gong. À cet effet, Jiang Zemin, secrétaire général du Parti Communiste de l'époque, créa une organisation chargée d'organiser et de coordonner la persécution au niveau national, le bureau 610. Celui-ci échappe à toute règlementation et fonctionne en dehors du contrôle gouvernemental.
Les observateurs étrangers estiment que, depuis 1999, des centaines de milliers, voire des millions de pratiquants de Falun Gong ont été détenus dans les camps de « rééducation par le travail », les prisons et autres centres de détention pour avoir refusé de renoncer à leur pratique spirituelle,. D’anciens prisonniers, dont beaucoup n’étaient pas des pratiquants de Falun Gong, ont rapporté que les pratiquants de Falun Gong recevaient systématiquement « les peines les plus longues et les plus mauvais traitements » dans les camps de travaux forcés,; selon divers rapports, un grand nombre d'entre eux ont été torturés à mort,.
Depuis 2006 il y a aussi eu à plusieurs reprises des témoignages et rapports selon lesquelles les organes vitaux de pratiquants de Falun Gong non-consentants auraient été utilisés pour alimenter l'industrie du tourisme de transplantation d'organes en Chine,. Le Comité des Nations unies sur la torture a appelé la Chine à effectuer une enquête indépendante concernant ces allégations. En décembre 2013, le Parlement européen a voté une résolution condamnant les prélèvements forcés et systématiques d'organes effectués par l'État chinois, une pratique qui touche les prisonniers de conscience, et en grande partie les pratiquants de Falun Gong.

## Origine de la persécution
En RPC, bien que la liberté d'association soit garantie par la constitution, toutes les associations doivent en pratique être déclarées et parrainées par une association gouvernementale. Le Falun Gong s'est d'abord développé conjointement avec la Société de Recherche sur le Qigong Chinois, organisme gouvernemental regroupant les différents Qi Gong. Par la suite, en raison de plusieurs facteurs, le Falun Gong sortit de l'égide gouvernementale.

### Enregistrement officiel
Li Hongzhi présente le Falun Gong au public en mai 1992. Cette époque marquait la fin du « boom du qi gong », une période qui a vu la prolifération de milliers de différentes sortes d’exercices lents et méditatifs destinés à améliorer la santé et apporter le bien-être. Durant les premières années de sa diffusion, le Falun Gong, qui se différencie des autres écoles de qigong en faisant renaître des éléments spirituels contenus dans les enseignements bouddhistes et taoïstes, reçoit plusieurs distinctions et récompenses émanant d’organisations gouvernementales,. De 1992 à 1994, Li Hongzhi voyage dans la plupart des grandes villes chinoises pour délivrer son enseignement à la suite d'invitations d’organisations de Qigong. Les conférences de Li Hongzhi sont organisées par la Société chinoise de recherche sur le Qigong, organe gouvernemental qui profite le plus des frais d’inscription à ces conférences. Li Hongzhi commença par la suite à donner des conférences gratuitement. En 1993, le Falun Gong est admis dans la Société de recherche scientifique sur le qigong de Chine gérée par l'État (SRQC). Il devient tout de suite une « star » au sein du mouvement de qigong et bénéficie d’un soutien officiel considérable. Toutefois, vers 1996, les relations entre le Falun Gong et la SRQC se durcissent. Selon David Palmer, Li Hongzhi rejette la politique du SRQC qui veut formaliser la structure du mouvement, puis refuse par la suite l'obligation émise par le Ministère des Sports de créer une section du Parti Communiste dans le Falun Gong.
Après avoir refusé d’augmenter les tarifs de ses conférences, à la suite de plaintes d’autres maîtres de Qigong, Li Hongzhi quitte la Société chinoise de recherche sur le Qigong. D'après lui, celle-ci n'essaye simplement que de se faire de l’argent sur le dos des maîtres de Qigong sans faire la moindre recherche,. Des sources provenant du Falun Gong affirment, qu’à l’époque, des individus de la Société chinoise de recherche sur le Qigong ont alors commencé à colporter des rumeurs au sujet de Li Hongzhi auprès du gouvernement, le pressant de faire ce qu’il fallait pour limiter son succès grandissant.

### Oppositions et critiques initiales
David Ownby (agrégé d’histoire à l’université de Montréal) soutient que l’opposition au Falun Gong au sein du parti n’a commencé qu’en 1994 et a augmenté les années suivantes. Il note qu’il n’y a pas de preuve concluante concernant les motifs initiaux d’opposition au sein du parti. Quoi qu’il en soit, Ian Johnson, (journaliste au Wall Street Journal, correspondant du journal en Chine pendant plusieurs années) note que la croissance phénoménale du Falun Gong fait partie d’une tendance plus large en Chine venant du refus du gouvernement de tenir compte des changements de la société et son refus de revoir certaines politiques rigides en matière de religion qui ont créé l’opposition entre le Falun Gong et le gouvernement.
Six mois plus tard, les agences de police lancent une enquête nationale concernant le Falun Gong sous les ordres de fonctionnaires du Parti communiste - dont Luo Gan - avec pour objectif de trouver des fautes au Falun Gong. Une autre enquête officielle démarre sous le même prétexte en 1998, et la surveillance policière des pratiquants de Falun Gong augmente. Malgré l'évaluation précédente du Falun Gong indiquant que la pratique n'a « que des aspects bénéfiques et ne fait aucun mal ni au Politburo, ni à la société », une circulaire est distribuée dans tous les bureaux de police du pays, désignant le Falun Gong comme une « secte ».

### Intensification des critiques
Le 11 mai 1998, He Zuoxiu, un physicien de l'Académie chinoise des sciences, remonté contre toute forme d’idée “non scientifique” ou touchant au surnaturel, dénonce le Falun Gong lors d’un interview pour la télévision pékinoise. L’émission montrait un site de pratique et désignait le Falun Gong comme une “superstition féodale”. La station de télévision reçoit des lettres de protestations de pratiquants, et 2000 d’entre eux ont manifesté silencieusement en s’asseyant devant ses bureaux,.
En 1999, selon les estimations de la République populaire de Chine, il y a entre 70 et 100 millions de pratiquants du Falun Gong en Chine.
Le 11 avril 1999, He Zuoxiu publie un éditorial dans Science et technologie pour la jeunesse, revue éditée par l'Université de Tianjin. Celui-ci se titre « Je ne suis pas d’accord pour que les jeunes pratiquent le Qigong » affirmant qu’un étudiant de l’institut avait connu “deux rechutes d’aliénation mentale” après avoir pratiqué le Falun Gong. Les pratiquants qualifient l’article d’être « inexact, insultant et calomniant injustement la pratique ». Noah Porter suggère que les critiques de He sont peut-être une tentative intentionnelle de provoquer les pratiquants, qui qualifient ses exemples cités en tant que preuves d'"erronés" et de "très choquant".
Quoi qu’il en soit, la publication refuse d’appliquer un droit de réponse concernant l’article de He. Des pratiquants se rendent à l’université de Tianjin et dans ses agences gouvernementales affiliées pour faire appel du 18 au 24 avril. La police anti-émeute se rend sur les lieux, des pratiquants sont battus et 45 sont arrêtés, d’après au moins un rapport. Selon Danny Schechter, les pratiquants sont « choqués » par ce « traitement injuste » et se plaignent auprès des autorités locales. Celles-ci les préviennent que les pratiquants emprisonnés ne seront relâchés qu’avec l’accord du gouvernement central.
D’autres académiciens et membres de la communauté scientifique, y compris le directeur de l’académie des sciences, dénoncent alors le Falun Gong. He Zuoxiu, le beau-frère de Luo Gan, un des exécutants en chef de la persécution, est désigné comme étant « devenu un héros national » pour s’être opposé au Falun Gong. D’après le New York Times, He Zuoxiu a joué un rôle important dans le bannissement du Falun Gong. Il déclare au Times que les pratiquants « devraient être chassés et enfermés jusqu’à ce qu’ils aient renoncé à leur croyance » et publie un livre intitulé Comment le Falun Gong m’a harcelé et a harcelé ma famille, dans lequel il décrit le Falun Gong comme étant un « culte hérétique » – un mot qui apparait dans les pamphlets du gouvernement. Il a également fondé « l’association chinoise anti-culte » qui a participé à la campagne de diffamation contre le Falun Gong, en le désignant comme un culte mauvais.

### Manifestation à Zhongnanhai et ses conséquences

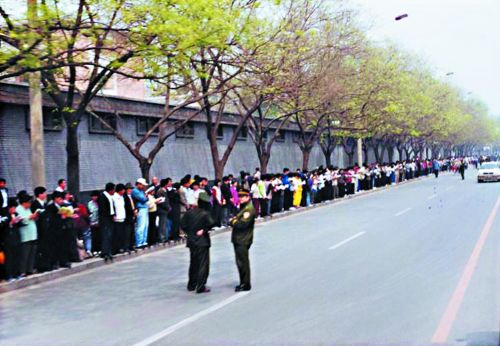
Les pratiquants de Falun Gong manifestent devant le quartier gouvernemental de Zhongnanhai en avril 1999 pour demander la reconnaissance officielle.

Comme les pratiquants de Falun Gong n'avaient pas accès aux médias de masse, ils n'ont eu d'autres recours que de faire des manifestations pacifiques pour informer le public et faire appel auprès des responsables.
Plusieurs jours après les protestations à Tianjin, le matin du 25 avril 1999, environ 10 000 pratiquants de Falun Gong se rendent à l’enceinte du Zhongnanhai où vivent et travaillent les plus importants membres du gouvernement. Ils restent là-bas en silence pendant 12 heures, lisant et méditant, demandant la reconnaissance officielle de leur foi, la libération des pratiquants emprisonnés et le droit de pratiquer librement,,. Le premier ministre Zhu Rongji reçoit des représentants des pratiquants ; il leur assure que le gouvernement n'est pas contre la pratique et que les pratiquants arrêtés seront relâchés. La foule se disperse, croyant au succès de leur manifestation.
Un article du World Journal soutient que les manifestations au Zhongnanhai pourraient avoir été organisées par le gouvernement afin de « reprendre le dessus contre le Falun Gong, mouvement observé et surveillé par des espions infiltrés depuis des années ». Luo Gan aurait souhaité que la pratique soit interdite depuis 1996, mais manquait de bases légales pour cela. Crédité comme étant le chef communiste ayant organisé la manifestation à Zhongnanhai, Luo est cité pour avoir ordonné directement à la police de créer un incident qui pourrait ensuite être cité contre le Falun Gong. Les pratiquants souhaitaient, selon Danny Schechter, faire appel pacifiquement au bureau d’appel des citoyens, se trouvant dans la rue Fuyou, à côté du Zhongnanhai Un homme de 74 ans, le général en retraite Yu Changxin, a été arrêté pour avoir organisé le rassemblement et condamné à passer 17 ans en prison en janvier 2000.
D'après plusieurs observateurs du monde chinois, certaines personnes haut placées ont voulu s’en prendre à la pratique pendant quelques années,, mais manquaient d’un prétexte suffisant et du support de la population, jusqu'à ce qu’en 1999, aient lieu un certain nombre de manifestations.
Par la suite, le gouvernement chinois déclarerait officiellement que cette manifestation du 25 avril constituait selon lui « l’incident politique le plus sérieux » depuis les manifestations de la place Tian'anmen. Selon certaines analyses, le gouvernement s’est inquiété qu’un si grand nombre de personnes puisse se rassembler si près du siège du pouvoir.

## Lancement d'une répression à l'échelle nationale
Dans la nuit du 25 avril 1999, le chef du Parti de l’époque, Jiang Zemin, publie une lettre indiquant son intention de supprimer le Falun Gong. La lettre exprime son inquiétude par rapport à la popularité du Falun Gong, et de sa popularité parmi les membres du Parti communiste. Début mai, des rapports indiquèrent que Jiang Zemin crée un groupe de travail spécial dirigé par Luo Gan pour s’occuper du Falun Gong. Les autorités commencent alors à encercler les organisateurs de Falun Gong connus. Un peu plus tard, le 10 juin 1999, le Parti créé le « Bureau 610 », un organisme extra-constitutionnel chargé de la répression du Falun Gong. Ses agents sont placés dans toutes les provinces, villes, cantons, universités, ministères et entreprises d’État en Chine.
Le 20 juillet 1999, juste après minuit, les agents de la sécurité publique procèdent à de nombreuses arrestations à travers toute la Chine, en s'introduisant dans les maisons des pratiquants et « assistants » et en les emmenant de force dans des centres de détentions,. Quatre pratiquants de Pékin sont arrêtés en tant que « dirigeants », par la suite, ils subirent un procès fantoche et furent condamnés à des peines allant de 8 à 18 ans de prison. Sous les ordres du bureau de la sécurité publique, les églises, les temples, les journaux, les cours de justice et la police sont mobilisés rapidement afin de suivre la ligne du Parti pour écraser le Falun Gong. D'après Jiang Zemin, auteur de la persécution, « Aucune mesure n’est trop extrême ». Le Falun Gong est ainsi condamné dans les médias, ses livres et vidéo cassettes détruits par le feu et écrasés par des bulldozers le tout filmé par les médias.
Le 30 juillet, dix jours après le début de la répression, Xinhua rapporte que plus d'un million de livres de Falun Gong et d'autres documents sont confisqués et que des centaines de milliers ont été brûlés et détruits.
Les autorités de la RPC se livrent à une répression globale du Falun Gong, marquée par des vagues d'arrestations et l'emprisonnement des membres ainsi que leur soumission à un programme de « rééducation par le travail ». Des millions d'ouvrages de son fondateur, Li Hongzhi, sont brûlés,, ainsi que d'autres documents didactiques, les centres et écoles sont fermés et les adeptes forcés de renier et de se détacher du Falun Gong, certains d'entre eux sont soumis à des méthodes de lavages de cerveau et de "réforme de la pensée" dans des écoles et des stades. À partir de la fin de l’année 1999, les pratiquants meurent en détention et à la fin du mois de février 2000, 5 000 étaient détenus dans toute la Chine. Le gouvernement chinois émet également un mandat d'arrêt contre Li Hongzhi, qui vit à New York, et saisit Interpol ; sans résultat.
Chaque aspect de la société est mobilisé contre le Falun Gong, y compris l’appareil médiatique de l’État, les forces de police, l’armée, le système éducatif, les entreprises et le cercle familial. Une entité extraconstitutionnelle, le Bureau 610, s'occupe de « diffuser une campagne de terreur » à l'échelle nationale. Les grands médias étatiques (télévision, radio et presse écrite) se livrent tous à une discrimination de la pratique. Les entreprises et les particuliers sont pressés de coopérer à cette campagne activement.
Selon plusieurs rapports, dans le but de les faire renoncer au Falun Gong, ses pratiquants sont sujets à des tortures, à des emprisonnements illégaux, à la soumission, à des viols, à des travaux forcés et à des abus psychiatriques. Les pratiquants de Falun Gong composent 66 % des cas de tortures rapportés en Chine. En juillet 2006, les parlementaires David Kilgour et David Matas ont présenté un rapport concernant le trafic systématique des organes des pratiquants de Falun Gong prélevés à vif.

## Motifs et raisons de la persécution
Les observateurs étrangers ont tenté d'avancer une variété de facteurs aboutissant à l'interdiction du Falun Gong : en premier lieu, l'obsession personnelle de Jiang Zemin, secrétaire général du Parti Communiste Chinois, les luttes de pouvoir politique internes au sein du Parti communiste, l'existence de précédents dans l'histoire chinoise de mouvements quasi religieux évoluant en insurrections violentes et l'indépendance du Falun Gong par rapport à l'État et son refus de suivre la ligne du Parti. Pour conclure, on peut supposer que le contenu moral et spirituel présent dans le Falun Gong mettait le peuple chinois en contradiction directe avec les aspects athées de l'idéologie marxiste officielle.

### À propos du rôle tenu par Jiang Zemin
Plusieurs observateurs soutiennent que la persécution du Falun Gong trouverait son origine dans l'obsession personnelle de l'ancien secrétaire général du Parti Communiste, Jiang Zemin ; les pratiquants de la discipline l'estiment responsable de la décision de persécution,. Dean Peerman soupçonne Jiang Zemin d'avoir des mobiles plus personnels, comme de la jalousie envers la popularité de Li Hongzhi, et évoque son tempérament colérique et belliqueux,. Pour Robert A.F. Thurman, spécialiste du bouddhisme de l’université Columbia, le régime est effrayé par le Falun Gong et est « devenu fou, effrayé à l’idée de montrer sa faiblesse et ses doutes au monde entier ».
Des sources du Washington Post ont raconté que tous les membres du Comité permanent du bureau politique du Parti communiste chinois ne partageaient pas les opinions de Jiang concernant la nécessité d'éradiquer le Falun Gong, et affirmaient qu'il « s'était accaparé de ce qu'il croyait être une cible facile »,.
La répression du Falun Gong fournissait également une belle opportunité au secrétaire général du Parti : à travers une purge de type maoïste, les cadres du Parti ont été poussés à lui « prêter allégeance » en appliquant ses ordres,. D'après Tony Saich (professeur à Harvard), Jiang a utilisé cette campagne comme un test de loyauté à son pouvoir. Alors que s'annonçait une période de réforme qui marquait un tournant difficile pour l'ancien secrétaire, celui-ci put asseoir son autorité lors du 16e congrès du Parti communiste, afin de le diriger. Un vétéran du Parti communiste a déclaré à Willy Lam de CNN, « Comme avec les campagnes depuis les années soixante, le rite standard de séances idéologiques tenues dans les unités du parti, les usines et les collèges ces dernières années se résument à des déclarations de soutien en faveur de la politique de Pékin de la part des participants - et en faveur du chef supérieur [du parti communiste chinois] ».
Pour conclure, John Pomfret écrit que « l’intérêt que Jiang porte au Falun Gong est si profond que lorsque s’est tenu le sommet de l’APEC (Coopération économique pour l'Asie-Pacifique) en Nouvelle-Zélande en septembre 1999, il a distribué un livre qui attaquait le Falun Gong à tous les participants de la réunion, y compris au président Clinton ». John Pomfret raconte que cela a stupéfié les diplomates et les a renforcés dans leurs inquiétudes concernant les dirigeants communistes « devenus fondamentalement coupés de la réalité quotidienne. Également que Jiang Zemin n’a ni le souhait ni la capacité de participer à des discussions importantes avec les dirigeants occidentaux. » John Pamfret signale les propos d’un diplomate de l’APEC déclarant « ce gars a vraiment cru que nous devions être au courant de ce truc ».

### Autres explications et commentaires
La nature du parti communiste est interprétée comme une des causes de la mise au ban de la pratique. La popularité de la pratique du Falun Gong, ses origines traditionnelles, et son idéologie distincte de celle du communisme a été perçue comme un défi pour le gouvernement.
La persécution du Falun Gong peut être liée directement à des peurs politiques ainsi qu’à une intolérance générale de la dictature communiste vis-à-vis de tout ce qui ne se conforme pas à son mode de pensée. La grande popularité du Falun Gong, la multiplication des sites de pratiques autour du monde ainsi que la présence des écrits spirituels de Li Hongzhi à disposition sur internet contenant des propos concernant la santé, les démons, les extra-terrestres et autres idées diamétralement opposées à l’idéologie communiste, étaient perçues comme un défi au Parti. Pour y répondre, les autorités se sont lancées dans une campagne stalino-maoïste.
Le quotidien canadien The Globe and Mail rapporte que la réaction « hystérique » du régime face à un groupe religieux inoffensif montre deux aspects du régime assez déplaisants. D’abord que « c’est toujours un régime totalitaire, incapable de tolérer la moindre concurrence, exigeant l’exclusivité de la loyauté [du peuple]… chaque groupe, du club d’échecs à l’armée, doit se soumettre au contrôle du parti communiste et le moindre groupe qui ne le fait pas est une menace » et en second lieu, le fait que le Parti souffre d’insécurité, particulièrement depuis les évènements de Tienanmen en 1989 « les dirigeants vivent dans la peur du peuple chinois. Seul un régime pétri par la peur peut avoir une telle réaction de panique face à un groupe de personnes d’âge moyen qui se réunissent dans des parcs pour pratiquer la méditation ».
Le 22 juillet 1999, le gouvernement de la République populaire de Chine a publié une déclaration interdisant le Falun Gong :

« La Chine interdit en ce jour la société de recherche du Falun Dafa et l’organisation du Falun Gong qui la contrôle en les déclarant illégales. Dans le cadre de sa décision en la matière publiée en ce jour, le ministre des affaires civiles a déclaré qu’après enquête, la société de recherche du Falun Dafa n’avait pas été enregistrée légalement et était impliquée dans des activités illégales, préconise des superstitions, répand des mensonges, embobine les gens, suscite et crée des perturbations, met en danger la stabilité sociale. La décision citée plus haut, en accord avec la Direction des Enregistrements et de la Réglementation des organisations populaires, déclare la société de recherche du Falun Dafa et l’organisation du Falun Gong qui la contrôle comme illégales et par voie de conséquence, interdites. »

### Interdiction en tant que «secte perverse»
En octobre 1999, trois mois après que la répression a commencé, la Cour populaire suprême a publié une déclaration classant officiellement le Falun Gong comme xiejiao"". La traduction directe du terme est « religion perverse », mais au cours de la campagne anti-Falun Gong, la propagande en est venue à qualifier le mouvement de « culte diabolique ». Dans le contexte de la Chine impériale, le terme de xiejiao était utilisé pour désigner des religions non-confucéennes, mais dans le contexte de la Chine communiste, il est utilisé pour cibler les organisations religieuses qui ne se soumettent pas à l'autorité du Parti Communiste,.
Selon Ian Johnson, la dénomination de « secte » appliquée au Falun Gong, permettait de donner aux yeux de l'Occident un motif légitime de réprimer le mouvement. Il est d'avis que le Falun Gong ne satisfait pas les définitions communes de secte : « ses membres se marient en dehors du mouvement, ont des amis en dehors, occupent des emplois normaux, ne vivent pas isolés de la société, ne croient pas que la fin du monde est imminente et ne donnent pas des sommes importantes à l'organisation... Il ne prône pas la violence et est au cœur d'une discipline apolitique, tournée vers l'intérieur, visant à se nettoyer spirituellement et à améliorer la santé ». David Ownby, pour sa part, affirme que « toute la question de la nature sectaire supposée du Falun Gong était un leurre dès le début, habilement exploitée par l'État chinois pour persécuter le Falun Gong ». Selon John Powers et Meg YM Lee, du fait que le Falun Gong ait été classé dans la perception populaire comme étant l'équivalent d'un « club d'exercice », déconnecté de la politique, et apolitique, ce dernier n'était pas considéré comme une menace pour le gouvernement. Ainsi, un des points critiques dans la campagne anti-Falun Gong était de convaincre les gens de reclasser le Falun Gong en lui attribuant un certain nombre d'« étiquettes religieuses chargées négativement » comme « secte » ou « superstition féodale ». Les manifestations silencieuses du mouvement ont été requalifiées en « création de troubles sociaux ». Dans ce processus de réétiquetage, le gouvernement tentait de puiser dans un « profond réservoir de sentiments négatifs liés au rôle historique de cultes quasi religieux qui ont agi comme forces déstabilisatrices dans l'histoire politique chinoise ».

## Campagne de propagande

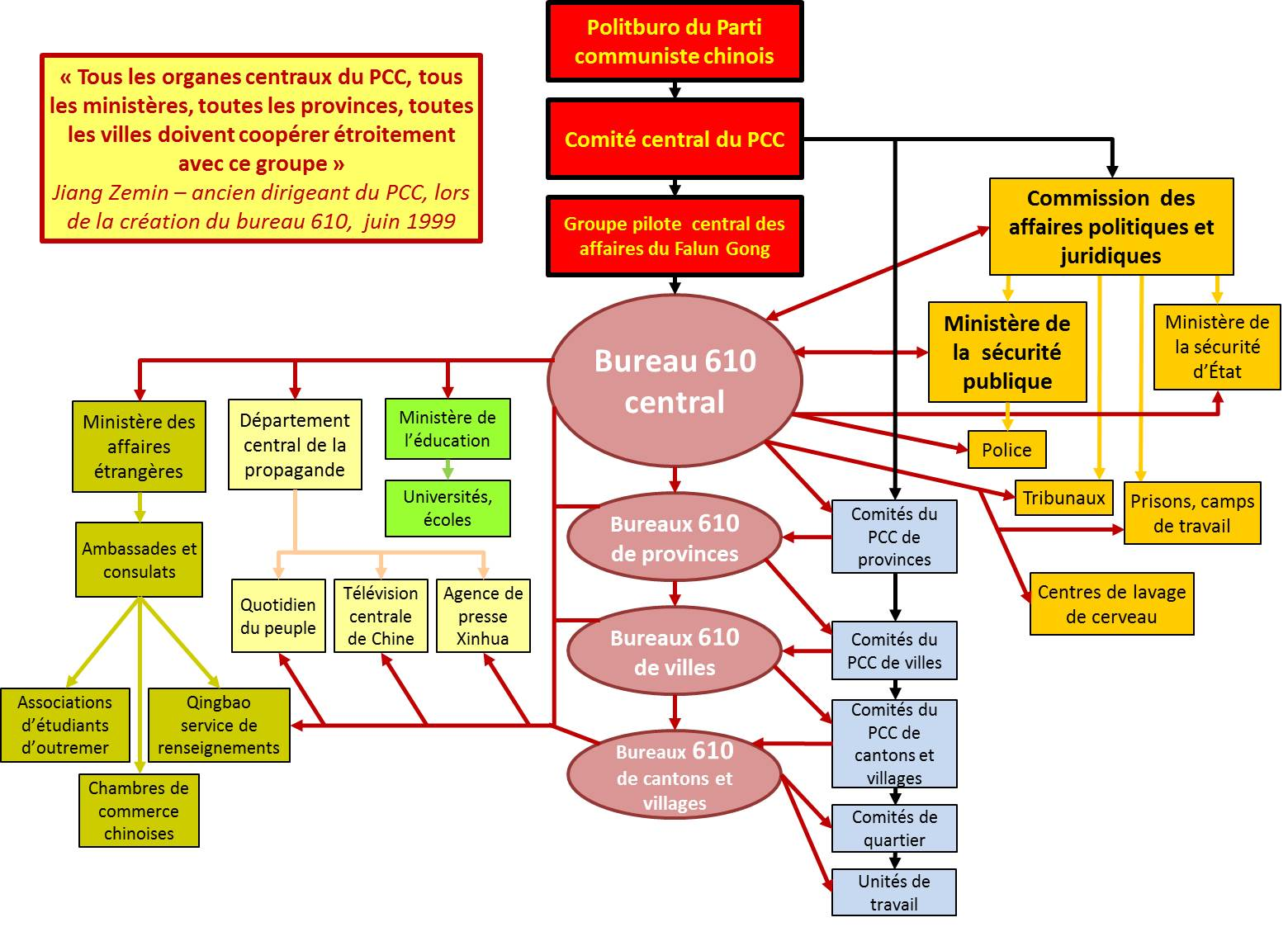
Structure et organisation du Bureau 610 en Chine.

L'ensemble de la campagne de propagande anti-Falun Gong a été organisé et coordonné par le Bureau 610, entité dépendante du Comité Central du Parti Communiste et présente à différents niveaux dans la société chinoise.
La taille et l’importance de cette campagne anti-Falun Gong a surpassé de beaucoup les mouvements de répression précédents. S'inspirant des méthodes provenant de campagnes de répressions telles que la révolution culturelle, les trois Antis et les cinq Antis, les dirigeants du régime établirent une critique violente, méthodique et systématique du Falun Gong. Celles-ci comportait notamment l'utilisation de faux témoignages, de la qualification de « secte perverse », l'intimidation et la publications d'ouvrages ; en 2001, les autorités chinoises orchestrèrent une mise en scène d'un prétendu suicide par auto immolation sur la place Tian An Men pour diffamer la pratique.
Dans une certaine mesure, la campagne s'est étendue à l'étranger, où le Falun Gong a été diffamé par les autorités chinoises par le relais des ambassades, des instituts Confucius et par l'entremise même des représentants du gouvernement et des journaux chinois à l'étranger. Certains incidents graves tels que des agressions, actes de sabotages et tentatives d'assassinats ont été rapportés.

### En Chine continentale

#### Propagande dans les médias d'État
Au début de la répression, les nouvelles du soir diffusaient des images d'immenses tas/piles de matériaux du Falun Gong broyés ou incinérés. Elizabeth Perry écrit que le déroulement de la répression était semblable à « la campagne anti-droitiste des années 1950 [et] aux campagnes antipollution spirituelle des années 1980 ». Les médias se concentreraient sur ceux qui avaient renoncé au Falun Gong ; les parents de victimes de Falun Gong évoquaient la tragédie arrivée à leurs proches ; des anciens pratiquants avouaient avoir été « dupés par Li Hongzhi et... regrettaient leur crédulité » ; des professeurs d'éducation physique proposaient des alternatives saines à la pratique du Falun Gong, comme le bowling.
Selon Willy Lam de CNN, les médias officiels ont déclaré que le Falun Gong faisait partie d'un « mouvement international anti-Chine ». Comme il l'avait fait au cours de la révolution culturelle, le Parti communiste a organisé des rassemblements dans les rues et des journées d’arrêt de travail aux entreprises d’État, tel que le bureau de la météo, dans les provinces lointaines de l’Ouest, afin de dénoncer la pratique. Xinhua publiait des éditoriaux d’officiers de l'APL qui déclaraient que le Falun Gong « faisait partie des efforts des forces occidentales hostiles voulant subvertir la Chine » et qui promettaient de faire tout leur possible pour défendre la direction centrale et « maintenir la sécurité nationale et la stabilité sociale ».
Des circulaires étaient émises à des organisations de la jeunesse et des femmes encourageant à soutenir l'interdiction. La Ligue de la jeunesse communiste chinoise et la Fédération nationale des femmes chinoises ont appelé à une plus grande utilisation de l'enseignement scientifique pour lutter contre la « superstition féodale ». Xinhua rapportait les discours de responsables de la Ligue de la jeunesse communiste. Un orateur a déclaré : « Cela nous rappelle l'importance et l'urgence de renforcer notre travail politique et idéologique parmi la jeune génération, les éduquer dans le matérialisme marxiste et l'athéisme, et faire davantage d'efforts pour propager les connaissances scientifiques ». La Fédération des femmes a déclaré avoir besoin « d'armer nos sœurs avec les connaissances scientifiques et d’améliorer leur capacité à reconnaître et à résister à la superstition féodale ». Un groupe d'anciens combattants de l'APL qui avaient rejoint l’armée dans les années 1930 et 1940 a publié une déclaration affirmant que « seul le marxisme peut sauver la Chine et seul le Parti communiste chinois peut nous conduire à accomplir la grande tâche de revigorer la nation chinoise ».
Li Hongzhi est devenu aussi une cible des médias chinois. Les autorités chinoises l’ont accusé d’avoir créé le Falun Gong sur la base de deux autres systèmes de Qigong développés plus tôt, Chan Mi Gong et Jiugong Bagua Gong, et disaient que certains exercices de Falun Gong auraient été copiés à partir de « mouvements de danse thaïlandaise qu'il a appris pendant une visite à ses parents en Thaïlande ». Les autorités chinoises ont affirmé que ses connaissances Li Jingchao et Liu Yuqing ont aidé Li Hongzhi à développer sa méthode, et que d'autres disciples ont contribué à écrire des textes et à retoucher des photos. Selon eux, cette méthode n’avait pas été testée de manière exhaustive à l’avance, mais n’a été achevée qu'en un mois avant son lancement officiel. James Tong note que ces allégations ont été assemblées dans les publications « Li Hongzhi qiren qishi » qui était conforme aux grandes lignes de répression tracées par le Politburo et Jiang Zemin et dont les premières éditions ont paru déjà avant le 22 juillet 1999. Ces publications représentaient des compilations hâtives ou des reproductions des articles de Renmin Ribao ou de dépêches de Xinhua contenant des révélations sur le Falun Gong et sur Li Hongzhi, ainsi que d’autres documents du Parti et du gouvernement interdisant le Falun Gong. Qiren qishi étaient publiés par la branche de recherche du Bureau de la sécurité publique.

#### Dans le système éducatif chinois
La WOIPFG prétend que les étudiants qui pratiquaient le Falun Gong furent exclus des universités, des écoles et des examens. Une politique dite de « coupable par association » a été appliquée, de façon que la famille directe de pratiquants connus comme tels soient eux aussi exclus du système scolaire, les enfants apprenant à l’école des poèmes anti Falun Gong et des pétitions anti Falun Gong étaient organisées en masse, les professeurs d’université, instituteurs et étudiants qui refusaient de renoncer ou de dénoncer le Falun Gong étaient renvoyés chez eux faisant alors face à des conséquences comme l’arrestation, les travaux forcés, le viol et la torture aboutissant parfois à la mort, les étudiants étaient obligés à visionner des vidéos ou à assister à des séminaires attaquant le Falun Gong, tandis que des bannières discréditant le Falun Gong étaient disposées près des écoles et des universités, rappelant la révolution culturelle. Visiter des sites web du Falun Gong pouvait avoir pour conséquence d’être arrêté. Les examens contenaient des questions anti Falun Gong – les réponses incorrectes pouvant avoir des répercussions violentes.
D’après le Washington Post, les fonctionnaires de quartier rassemblaient les personnes âgées, les gens handicapés et les malades dans des classes dénonçant la pratique. Les universités envoyaient du personnel pour aller chercher étudiants et professeurs ayant été mis dehors pour les obliger à assister aux classes de lavage de cerveau, certains étaient obligés de laisser seuls des parents malades pour assister à ces classes.
Le journal rapporte l’histoire d’un étudiant de l’université de Pékin, Alex Hsu qui a été enlevé alors qu’il se rendait dans un laboratoire informatique. Il est raconté qu’il a été conduit dans un hôtel situé près d’un camp de travaux forcés où se trouvaient 20 autres pratiquants y compris des étudiants, des professeurs, du personnel de l’université et des professeurs à la retraite. À l’hôtel, 3 anciens pratiquants toujours détenus au camp de travaux forcés ont essayé de le persuader d’abandonner la pratique pendant 12 heures par jour. Le Washington Post raconte que plus tard, de nouveaux « professeurs » ont rejoint l’assemblée « analysant les écrits du fondateur du Falun Gong, Li Hongzhi et ne laissant pas Hsu se reposer. » Les propos de Hsu suivant sont rapportés « C’était de la torture mentale… La pression ne faisait qu’augmenter. Et la menace était toujours présente. On pouvait voir que ces gens avaient tous souffert, et on savait ce qui arriverait si on n’abandonnait pas aussi. » Le Washington Post rapporte que les pratiquants sont forcés d’assister aux classes jusqu’à ce qu’ils aient renoncé à leur croyance par écrit, puis sur vidéo. Hsu est cité à nouveau disant « C’était très douloureux, Ils nous obligeaient à mentir. Nous savions que le Falun Gong est bon, mais ils nous obligeaient à dire que c’était mauvais ». Hsu a pleuré après avoir prétendu renoncer, et, plus tard, il a cessé d’aller à l’école et a commencé à se cacher. Dans son livre, A China more Just, l’avocat des droits de l’Homme Gao Zhisheng explique que « ceux qui refusent de se soumettre lors des classes sont envoyés aux camps de travaux forcés où ils font face à un régime de violence encore plus systématique que dans le passé, d’après ce que disent les pratiquants ainsi que d’après des sources gouvernementales. En moyenne, le conseiller gouvernemental a déclaré que la plupart des gens abandonnent le Falun Gong au bout de 10 à 12 jours de classe, certains résistent jusqu’à 20 jours ».
Anne-Mary Brady de l’université de Canterbury prend le Falun Gong comme exemple de l’utilisation du PCC des nouvelles technologies comme outils de propagande « Si vous faites une recherche en Chine en utilisant le Google chinois et le mot clé Falun Gong, tout ce que vous trouverez sont les sites du gouvernement ». Elle explique que des entreprises occidentales faisant des affaires en Chine ont bien dû participer à ce système de censure. D’après James Mulvenon de la Rand Corporation, le ministère chinois de la sécurité publique pratique une guerre internet pour attaquer les sites du Falun Gong aux États-Unis, en Australie, au Canada, et en Angleterre. Il convient aussi que le CCP bloque l’accès aux ressources concernant ce sujet en Chine.

#### L'incident de la place Tian'anmen
Le 23 janvier 2001, au moment des fêtes du Nouvel An chinois, survient un incident majeur qui va marquer les esprits. Sept personnes tentent de s'immoler par le feu sur la place Tian'anmen. Les sources du gouvernement chinois annoncent alors que ces personnes étaient pratiquants de Falun Gong. Les sources de Falun Gong contestent cette affirmation en soulignant que leurs enseignements interdisent toute violence ou suicide. Plusieurs journalistes et universitaires occidentaux ont également noté des incohérences dans la version du gouvernement chinois de l'incident qui ont conduit beaucoup parmi eux à croire à une mise en scène du gouvernement chinois pour discréditer le Falun Gong et retourner l’opinion publique contre cette pratique,.
En particulier, Ian Johnson du Wall Street Journal, Danny Schechter et David Ownby ont attiré l'attention sur le fait que l'agence Xinhua a diffusé une déclaration déjà traduite en anglais seulement deux heures après l'incident. Ceci est très inhabituel pour ce genre de reportage qui doit être approuvé par plusieurs instances bureaucratiques, ce qui laisse penser que les autorités chinoises étaient prêtes à rapporter l'événement
. Philip Pan du Washington Post a quant à lui enquêté dans l'entourage de deux des auto-immolées et découvert que personne ne les avait jamais vues pratiquer le Falun Gong. Il a également noté que le gouvernement chinois a toujours refusé que des journalistes étrangers interrogent les survivants de l'incident.
La campagne de propagande d'état qui a suivi l'événement a changé l’opinion plutôt favorable des Chinois envers le Falun Gong. Comme l’a rapporté le magazine Time, de nombreux Chinois trouvaient que le Falun Gong ne représentait pas de menace réelle, et que la répression de l'État était allée trop loin. Des affiches, des tracts et des vidéos détaillant les présumés effets néfastes de Falun Gong ont été émis en quantités innombrables, et des classes régulières anti-Falun Gong ont été introduites dans les programmes scolaires. CNN a comparé cette propagande d’état chinois à des campagnes du passé, telles que celles menées pendant la guerre de Corée ou la révolution culturelle. L'année suivant l'incident, le nombre de cas d’emprisonnement, de torture et de décès de pratiquants de Falun Gong en détention a considérablement augmenté
,. En 2002, des pratiquants de Falun Gong ont réussi à diffuser à Changchun, à la place des programmes d’une chaine de la télévision chinoise, le film documentaire Feu mensonger analysant les incohérences dans les comptes rendus officiels de l'incident de la place Tian'anmen.

#### Censure de l’Internet
Freedom House a rapporté que le Falun Gong faisait partie des sujets les plus systématiquement bloqués sur l'Internet chinois. Dans son rapport sur la genèse de la censure d’Internet et les capacités de surveillance en Chine, Ethan Gutmann suggère que beaucoup de ces méthodes (y compris des attaques par déni de service), ont tout d'abord été utilisées par les autorités chinoises contre le Falun Gong. Selon James Mulvenon, l'analyste de la Rand Corporation, le ministère chinois de la Sécurité publique mène une cyber-guerre en attaquant des sites Web du Falun Gong aux États-Unis, en Australie, au Canada et en Angleterre, ainsi que bloque l'accès aux informations sur Internet au sujet du Falun Gong.
La BBC News a rapporté que le Global Internet Freedom Consortium (GIFC), un groupe lié au Falun Gong et promouvant la liberté d’Internet, aurait annoncé que le département d'État des États-Unis lui avait offert 1,5 million de dollars, ce qui a été condamné par les autorités chinoises. Selon le rapport, l’ambassade de Chine à Washington a déclaré que la Chine était opposée à l’aide américaine au GIFC, étant donné qu’il était dirigé par le Falun Gong. Selon l’ambassade, la réglementation chinoise de l'Internet est conforme aux lois de Chine et de nombreux autres pays, et elle est soutenue par la grande majorité de Chinois.
L'Agence France-Presse (AFP) a cité Philip Crowley, le porte-parole du département d’État, affirmant que la nouvelle de la BBC concernant cette subvention était « prématurée », qu'ils « n'ont pas finalisé l’accord sur le financement et qu’aucune décision finale n’a pas été prise ». Les pratiquants de Falun Gong qui travaillent avec le Global Internet Freedom Consortium ont développé un logiciel anti-censure Freegate, permettant de camoufler l’utilisation de l’Internet du gouvernement chinois. Un autre logiciel anti-censure nommé Tor, a été partiellement financé par le gouvernement des États-Unis.

### À l'étranger

#### Actes de sabotage et agressions
Le 28 juin 2004, neuf pratiquants de Falun Gong d’Australie, dont David Liang, sont arrivés en Afrique du Sud pour aider des pratiquants locaux à alerter l’opinion sur la persécution du Falun Gong, et sur le rôle particulier de deux hauts fonctionnaires chinois en visite : le Vice-Président Zeng Qinghong et le Ministre du Commerce Bo Xilai. Les pratiquants prévoyaient une conférence de presse pour dénoncer les crimes des deux officiels au public et aux médias d’Afrique du Sud, et les notifier d’une plainte légale contre eux. En route de l’aéroport de Johannesburg à Prétoria aux alentours de 20h30 lundi soir, une voiture blanche avec trois personnes à bord les a rattrapés et a tiré avec un fusil AK 47 au moins cinq fois sur leur véhicule. Les tireurs se sont immédiatement enfuis après la fusillade, sans rien leur voler. Le conducteur, le citoyen australien David Liang, sérieusement touché aux pieds a été hospitalisé et sa voiture mise hors service. Pour le porte-parole de la branche taïwanaise du Falun Gong, l’attaque vient du gouvernement chinois et vise à terroriser les membres du mouvement.
Le 8 février 2006, Peter Yuan Li, pratiquants du Falun Gong et informaticien travaillant pour le journal 'Epoch Times', est attaqué chez lui, à Atlanta, par des hommes asiatiques armés. Li gère le site web du journal ainsi que les sites appelant les membres du parti communiste chinois à quitter celui-ci à la suite de la publication du livre Les neuf commentaires sur le parti communiste chinois. Les agresseurs l'ont gravement battu à la tête et au visage avec la crosse du pistolet. Li a saigné à profusion. L’un d'entre eux a parlé en chinois (mandarin). Les agresseurs se sont emparés uniquement des ordinateurs et des documents, dédaignant d’autres objets de valeur. Li a dit que les assaillants étaient des agents du régime communiste chinois visant à contrecarrer ses efforts pour exposer les violations des droits de l'homme en Chine.

#### Arrestations de journalistes et reporters étrangers
Le Club des correspondants étrangers en Chine s’est plaint d'avoir ses membres « suivis, arrêtés, interrogés et menacés » pour avoir publié des reportages sur la répression du Falun Gong. De nombreux journalistes étrangers présents à la conférence de presse organisée par les pratiquants à Pékin le 29 octobre 1999, ont été accusés par les autorités chinoises de « journalisme illégal ». D'autres ont été punis pour avoir communiqué des informations à la presse étrangère ou pour avoir organisé des conférences de presse. Des journalistes de Reuters, du New York Times, de l'Associated Press et d'autres médias ont été interrogés par la police, forcés à signer des aveux, et se sont vu retirer leur titres de travail ou de séjour temporaire. Les correspondants se sont également plaints que les transmissions télévisées par satellite avaient été interférées et acheminées à travers la chaine d’État Télévision Centrale de Chine (CCTV). Amnesty International affirme que « plusieurs personnes ont reçu de longues peines de prison ou de détention administrative pour avoir parlé de la répression ou pour avoir transmis des informations par Internet ».
Le rapport de 2002 de Reporters sans frontières sur la Chine affirme que les photographes et les cadreurs travaillant avec les médias étrangers ont été empêchés de travailler dans la zone de la place Tiananmen, où des centaines de pratiquants de Falun Gong faisaient des démonstrations pendant les dernières années. Le rapport estime qu'au moins 50 représentants de la presse internationale ont été arrêtés depuis juillet 1999, que certains d'entre eux ont été battus par la police, tandis que plusieurs pratiquants de Falun Gong ont été emprisonnés pour avoir parlé avec des journalistes étrangers. Ian Johnson, le correspondant du Wall Street Journal à Pékin, a écrit une série d'articles qui lui ont valu le prix Pulitzer 2001. M. Johnson a quitté Pékin après avoir écrit ses articles, déclarant que « la police chinoise aurait rendu impossible ma vie à Pékin » après qu’il a obtenu le prix Pulitzer.
De grands médias ont été sujets à des restrictions liées au Falun Gong. En mars 2001, le magazine Time Asia a publié un article au sujet du Falun Gong à Hong Kong. Le magazine a été retiré des rayons en Chine continentale, et menacé de ne plus jamais être vendu dans le pays. Vers 2002, en partie en raison de l'environnement journalistique difficile, la presse occidentale a presque complètement arrêté à couvrir la répression en Chine, malgré le fait que le nombre de décès des pratiquants de Falun Gong emprisonnés continuait d’augmenter.

## Formes de la répression

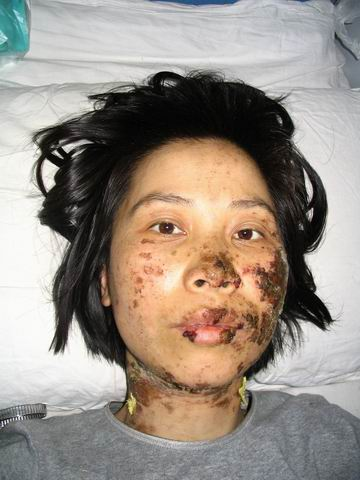
Gao RongRong, pratiquante de Falun Gong, décédée en 2006 à l'hôpital à la suite de nombreuses tortures.

Depuis 1999, les observateurs étrangers estiment que des centaines de milliers et peut-être des millions de pratiquants de Falun Gong ont été illégalement détenus dans des camps de rééducation par le travail, des prisons et des centres de détention,.

### Arrestations et emprisonnements arbitraires
Selon un rapport de Human Rights Watch de 2005, les pétitionnaires qui eux-mêmes n’étaient pas des pratiquants de Falun Gong ont indiqué que la plupart des détenus dans les camps de rééducation par le travail étaient pratiquants de Falun Gong. Ils ont également déclaré que les pratiquants de Falun Gong recevaient « les condamnations les plus longues et les pires traitements ».
Selon le ministère de la Sécurité publique, la « rééducation par le travail » est une mesure administrative imposée aux personnes coupables d'avoir commis des infractions mineures, mais qui ne sont pas légalement considérées comme des criminels. Fin 2000, la Chine a commencé à utiliser à grande échelle cette forme de punition envers les pratiquants de Falun Gong dans l'espoir de « transformer les récidivistes » une fois pour toutes. Leurs peines pouvaient être arbitrairement prolongées par la police. Selon l’article de Robert Bejesky dans le Columbia Journal of Asian Law, les pratiquants pouvaient faire face à des accusations ambigües, telles que « trouble à l'ordre social », « atteinte à la sécurité nationale » ou « subversion du système socialiste ». Jusqu’à 99 % des détenus du Falun Gong sont traités dans le cadre de ce système sans entrer dans le système formel de justice pénale. Selon Human Rights Watch, les détenus ne peuvent pas sortir des camps et sont forcés à travailler dur dans des mines, des usines de briques et le secteur agricole, tandis qu’ils sont soumis au passage à tabac, des interrogatoires, un rationnement alimentaire insuffisant et d'autres violations des droits de l'homme.
À la fin de leur peine de rééducation par le travail, les pratiquants peuvent être incarcérés dans des « centres d’éducation juridique », une autre forme de punition mise en place par les autorités provinciales pour « transformer l’esprit » des pratiquants. Bien qu’au début les fonctionnaires de Pékin aient présenté le système « d’éducation juridique » comme « clément », une ligne plus dure a été adoptée plus tard. « Des équipes composées d'assistants d'éducation, d'ouvriers, de cadres dirigeants et de gens de toutes les couches sociales » ont été formées dans le cadre de cette campagne. Au début de 2001, des quotas ont été établis pour le nombre de pratiquants à « transformer ». Les documents officiels ne mentionnent pas les méthodes utilisées pour atteindre cet objectif, bien que le Falun Gong et les sources indépendantes indiquent que les abus physiques et mentaux pourraient y être « extrêmement sévères ».

### Torture en détention
D'après le rapport d’Amnesty International « Changer la soupe mais pas le médicament ? », la pratique de « soumettre les gens à la rééducation par le travail en punition pour avoir paisiblement exercé leurs droits de l’homme n’a pas fondamentalement changé : tout au contraire. […] Les pratiquants de Falun Gong continuent à être condamnés par la procédure pénale et envoyés aux centres de lavage de cerveau et d’autres établissements de détention arbitraire ».
Depuis 2000, le Rapporteur spécial de l'Organisation des Nations unies a mis en évidence et transmis au gouvernement chinois 314 dossiers de torture représentant plus de 1 160 personnes. Le Falun Gong constitue 66 % de tous les cas de torture rapportés, 8 % se produisant dans des « Ankangs » (hôpitaux psychiatriques),. Le Rapporteur spécial de l’ONU se réfère à des allégations de torture comme « déchirant le cœur » et demande au gouvernement chinois de « prendre des mesures immédiates pour protéger la vie et le bien-être de ses détenus, conformément aux normes minimales des Nations unies pour le traitement des prisonniers. » Corinna-Barbara Francis d'Amnesty Internationale explique que le nombre de décès des pratiquants de Falun Gong semble un peu élevé, puisqu’ils ne résultent pas d'exécutions officielles.

### Prélèvements d'organes

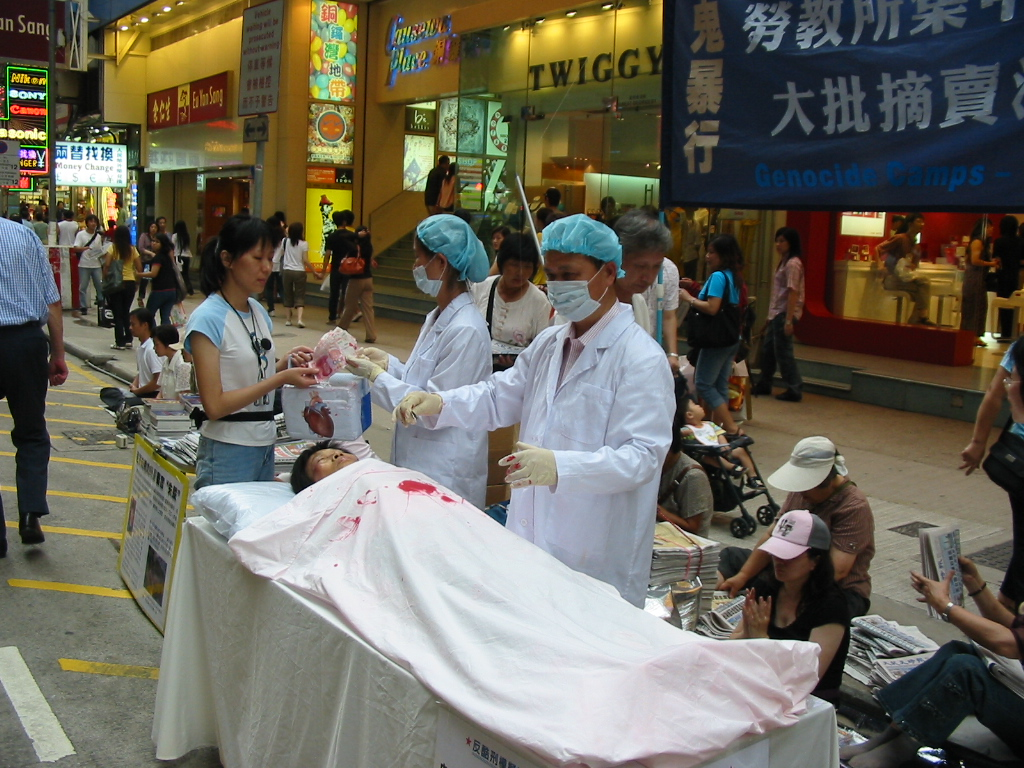
Manifestation contre les prélèvements d'organes sur les membres du Falun Gong', en juin 2006 à Hong Kong.

Des rapports sur des prélèvements forcés d'organes sur des pratiquants du Falun Gong en Chine ont été publiés à plusieurs reprises.
En mai 2006, le vice-président du Parlement européen, Edward McMillan-Scott s'est rendu en Chine et a recueilli un témoignage attestant de prélèvements d'organes forcés sur des prisonniers pratiquants de Falun Gong. À partir de 2006, une investigation a été menée par l'avocat international des droits de l'homme David Matas et l'ancien Secrétaire d'État du Canada (région Asie Pacifique) et avocat de la couronne David Kilgour. Ils ont publié deux rapports accusant Pékin de prélever les organes sur des pratiquants de Falun Gong contre leur volonté. Ils estiment qu'il y aurait eu 41 500 transplantations d'organes non expliquées entre 2000 et 2005. Malgré les démentis du gouvernement chinois et l'enquête de Harry Wu qui n’a pas pu obtenir de preuves en 2006, d'autres investigations indépendantes ont suivi et ont confirmé ces dires,,. En décembre 2013, le Parlement européen a adopté une résolution condamnant les prélèvements d’organes forcés, systématiques et cautionnés par l'État chinois, une pratique touchant en particulier les pratiquants de Falun Gong.

### Abus psychiatrique
Robin Munro, l’ancien directeur de bureau de Human Rights Watch à Hong Kong et actuellement directeur adjoint du China Labour Bulletin, a attiré l'attention internationale sur les abus de la psychiatrie médico-légale en Chine en général, et sur des pratiquants de Falun Gong en particulier. En 2001, M. Munro a mentionné que les psychiatres médico-légaux en Chine étaient actifs depuis l'époque de Mao Zedong, et qu’ils étaient impliqués dans des abus systématiques de la psychiatrie à des fins politiques,. Selon lui, les abus psychiatriques à grande échelle constituent l’aspect le plus distinctif de la campagne du gouvernement visant à « écraser le Falun Gong ». Il relève une augmentation très importante du nombre d'admissions de pratiquants de Falun Gong dans les hôpitaux psychiatriques depuis le début de la campagne de persécution. Cependant, Alan Stone, professeur de droit et de psychiatrie à Harvard, ancien président de l'American Psychiatric Association et titulaire d'une bourse Guggenheim pour l'étude des abus de la psychiatrie à des fins politiques, trouve que les allégations de Robert Munro sont construites à partir de « ses lectures et les extrapolations tendancieuses des publications psychiatriques chinoises ».
Robin Munro a affirmé que les pratiquants de Falun Gong détenus étaient torturés et soumis aux traitements par électrochocs, des formes douloureuses de traitement d’acupuncture électrique, la privation prolongée de lumière, de nourriture et d'eau, et l'accès limité aux toilettes afin d’arracher de force leurs « aveux » ou des « renoncements » comme condition à la libération. Des amendes de plusieurs milliers de yuans peuvent suivre. Sunny Lu et Viviana Galli écrivent que des doses de médicaments jusqu'à cinq ou six fois le niveau habituel sont administrés par sonde naso-gastrique comme une forme de torture, et que la torture physique est aussi fréquente, par exemple la victime est étroitement attachée avec des cordes dans des positions très douloureuses. De tels traitements peuvent provoquer empoisonnement, migraine, extrême faiblesse, protrusion de la langue, paralysie, perte de conscience, vomissement, nausée, convulsion et perte de mémoire.
Selon Alan Stone, le nombre d'hospitalisations varie de province à province, suggérant l’absence de politique gouvernementale uniforme en vigueur. Après avoir eu accès et examiné plusieurs centaines de cas de pratiquants de Falun Gong placés dans des hôpitaux psychiatriques, il a constaté « qu'une proportion significative des cas rapportés... ont été envoyés en camps de travaux forcés où ils ont... également pu être torturés, puis renvoyés en hôpital psychiatrique pour s’en débarrasser. »

### Décès
Parmi les premiers décès consécutifs à la torture rapportés dans la presse occidentale figure celui de Chen Zixiu, une ouvrière à la retraite de la province du Shandong. Dans son article sur la répression du Falun Gong qui lui a valu le prix Pulitzer, Ian Johnson a rapporté que les gardiens du camp de travail avaient utilisé des aiguillons électriques pour le bétail sur Madame Chen pour essayer de la forcer à renoncer au Falun Gong. Quand elle a refusé, les responsables ont « ordonné à Madame Chen de courir pieds nus dans la neige. Deux jours de torture ont laissé ses jambes meurtries et ses cheveux couverts de pus et de sang... Elle a rampé vers l’extérieur, vomi et s’est effondrée. Elle n'a jamais repris conscience. » Madame Chen est décédée le 21 février 2000.
Le 26 janvier 2008, des agents de sécurité ont arrêté à Pékin le musicien populaire Yu Zhou et son épouse Xu Na qui rentraient d'un concert. Yu Zhou, âgé de 42 ans, a été mis en détention, où les autorités ont essayé de le forcer à renoncer au Falun Gong. Il a été torturé à mort pendant onze jours.

## Réactions du mouvement et dans le monde
Deux Canadiens, l'avocat David Matas et le politicien David Kilgour, accusent Pékin de prélever les organes des membres du Falun Gong contre leur volonté. Ils estiment qu'il y a eu 41 500 transplantations d'organes non expliquées entre 2000 et 2005.
En Chine, Gao Zhisheng - célèbre avocat et défenseur des droits de l'Homme en Chine - dénonce cette persécution. À la suite des lettres ouvertes à Hu Jintao et Wen Jiabao dénonçant la persécution des pratiquants du Falun Gong, les autorités ont fait fermer son cabinet d'avocat. Il a également fait face à une tentative d'assassinat, reçu des menaces et sera finalement arrêté, condamné et brutalement torturé. Amnesty International a relevé dans ce cas plusieurs irrégularités de procédure.

## Campagnes récentes

### 2008

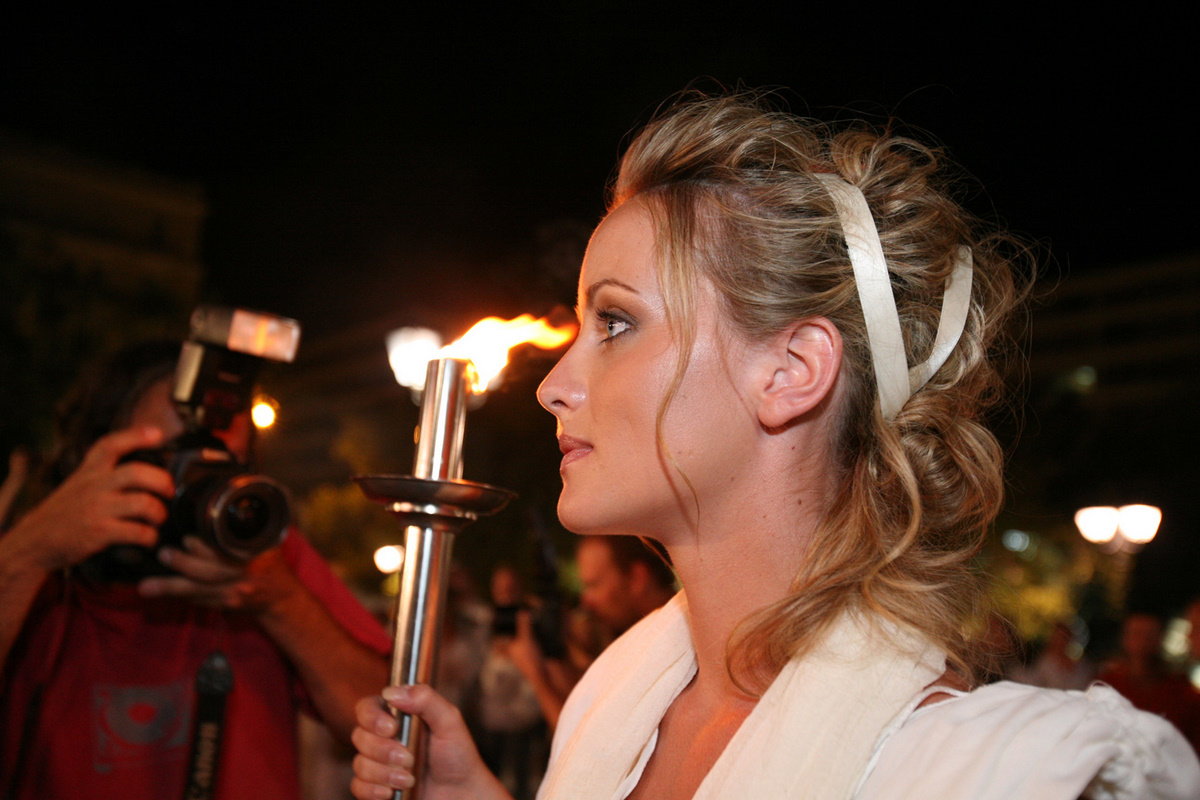
Le relais de la flamme des droits de l'homme, campagne de mobilisation lancée le 9 août en Grèce.

Selon la Commission exécutive du Congrès américain sur la Chine, « le gouvernement central a intensifié sa campagne de persécution de neuf ans contre les pratiquants de Falun Gong durant les mois qui ont précédé les Jeux olympiques d'été de 2008 à Pékin ». Le Bureau 610 a émis une directive interne exigeant que les gouvernements locaux prennent des mesures pour prévenir que le Falun Gong « n'interfère ou ne nuise » aux J.O. Les Bureaux de sécurité publique à Pékin et à Shanghai ont émis des directives prévoyant des récompenses aux informateurs qui dénonceraient à la police les activités du Falun Gong.

### 2009
En 2009, les pratiquants de Falun Gong ont été parmi ceux qui ont été visés dans le cadre du Project 6521, une campagne dirigée par le chef du PCC Xi Jinping cherchant à réprimer les dissidents potentiels durant les anniversaires politiquement sensibles. Le nom du projet fait référence au 60e anniversaire de la fondation de la République populaire de Chine, le 50e anniversaire du soulèvement tibétain de 1959, le 20e anniversaire des manifestations de la place Tian'anmen, et le 10e anniversaire de la répression du Falun Gong,.

### 2010
Les groupes de défense des droits de l’homme ont constaté que l'Exposition universelle de 2010 à Shanghai a servi de prétexte à la répression des dissidents et des croyants, y compris des pratiquants du Falun Gong. La Comité exécutif du Congrès américain sur la Chine a déclaré que les autorités chinoises avaient profité de l'Expo comme une occasion pour mener une campagne de propagande contre le Falun Gong, et ont détenu et emprisonné plus de 100 pratiquants de Shanghai. Les autorités de Shanghai offraient des primes financières aux citoyens qui dénonçaient des pratiquants de Falun Gong. La "Congressional-Executive Commission on China" a également constaté que plusieurs pratiquants qui avaient refusé de désavouer le Falun Gong ont été soumis à la torture et envoyé à la rééducation dans des camps de travail.

### Depuis 2010
En 2010, le Parti communiste a lancé une campagne de 3 ans exigeant des gouvernements locaux, des organisations du Parti et des entreprises à redoubler d'efforts pour « transformer » une grande partie des pratiquants de Falun Gong connus. La « transformation » consiste en mesures coercitives de pression sur les pratiquants de Falun Gong pour qu’ils renoncent à la pratique. Plusieurs documents affichés sur les sites du Parti et des administrations locales indiquent les objectifs concrets de transformation à atteindre et fixent des limites sur les taux acceptables de récidive. La campagne est effectuée en formes de l’envoi des pratiquants de Falun Gong connus dans des centres de rééducation obligatoire, ainsi que de l’emprisonnement dans des prisons ou des camps de rééducation par le travail.